# Mogrus faizabadicus
Mogrus faizabadicus är en spindelart som beskrevs av Prószynski 1976. Mogrus faizabadicus ingår i släktet Mogrus och familjen hoppspindlar. Inga underarter finns listade i Catalogue of Life.